# Chagai
Chagai (Urdu: ضِلع چاغى) is een district in de Pakistanse provincie Beloetsjistan. Het district ligt in het uiterste noordwesten van Beloetsjistan en is met een oppervlakte van 44.748 km² het grootste district van Pakistan (zelfs groter dan Nederland). Desalniettemin woonden er in 2017 slechts 226.517 mensen in het district, waarmee de bevolkingsdichtheid uitkomt op 5 inw./km² - hiermee is Chagai, op Awaran na, het dunbevolkste district in Pakistan. De hoofdplaats (en enige stedelijke nederzetting) in het district is Dalbandin.

## Bevolking
In maart 2017 had het district Chagai 226.517 inwoners, waarvan 118.973 mannen, 107.537 vrouwen en 7 transgenders. Het overgrote deel van de bevolking leefde op het platteland, namelijk 210.252 personen (92,8%). De urbanisatiegraad was laag en bedroeg slechts 7,2% (16.265 personen). De hoofdplaats en de enige stad in het district is Dalbandin - waarin de totale stedelijke bevolking leeft.
| Bevolking (1972) | Bevolking (1981) | Bevolking (1998) | Bevolking (2017) |
| ---------------- | ---------------- | ---------------- | ---------------- |
| 34.034           | 63.713           | 104.534          | 226.517          |

De meest gesproken taal in het district was Beloetsji (76,1%), gevolgd door Brahui (20,5%) en Pashto (1,9%).
De geletterdheid bedroeg in 2017 ongeveer 37%, terwijl 63% van de bevolking niet kon lezen en schrijven. Van de mannen kon 47% lezen en schrijven, van de vrouwen kon slechts 25% dit.

## Tehsils
Het district bestaat uit zes tehsils:
- Amuri
- Chagai
- Dalbandin
- Nok Kundi
- Taftan
- Chilgazi